# Zdemyslice (železniční zastávka)
Zdemyslice (původně Domyslice) je železniční zastávka v obci Zdemyslice na elektrizované Plzeň – České Budějovice, která leží na železničním kilometru 328,513. Je zařazena do Integrovaného dopravního systému Plzeňského kraje. Sousedními stanicemi jsou Blovice a Nezvěstice.

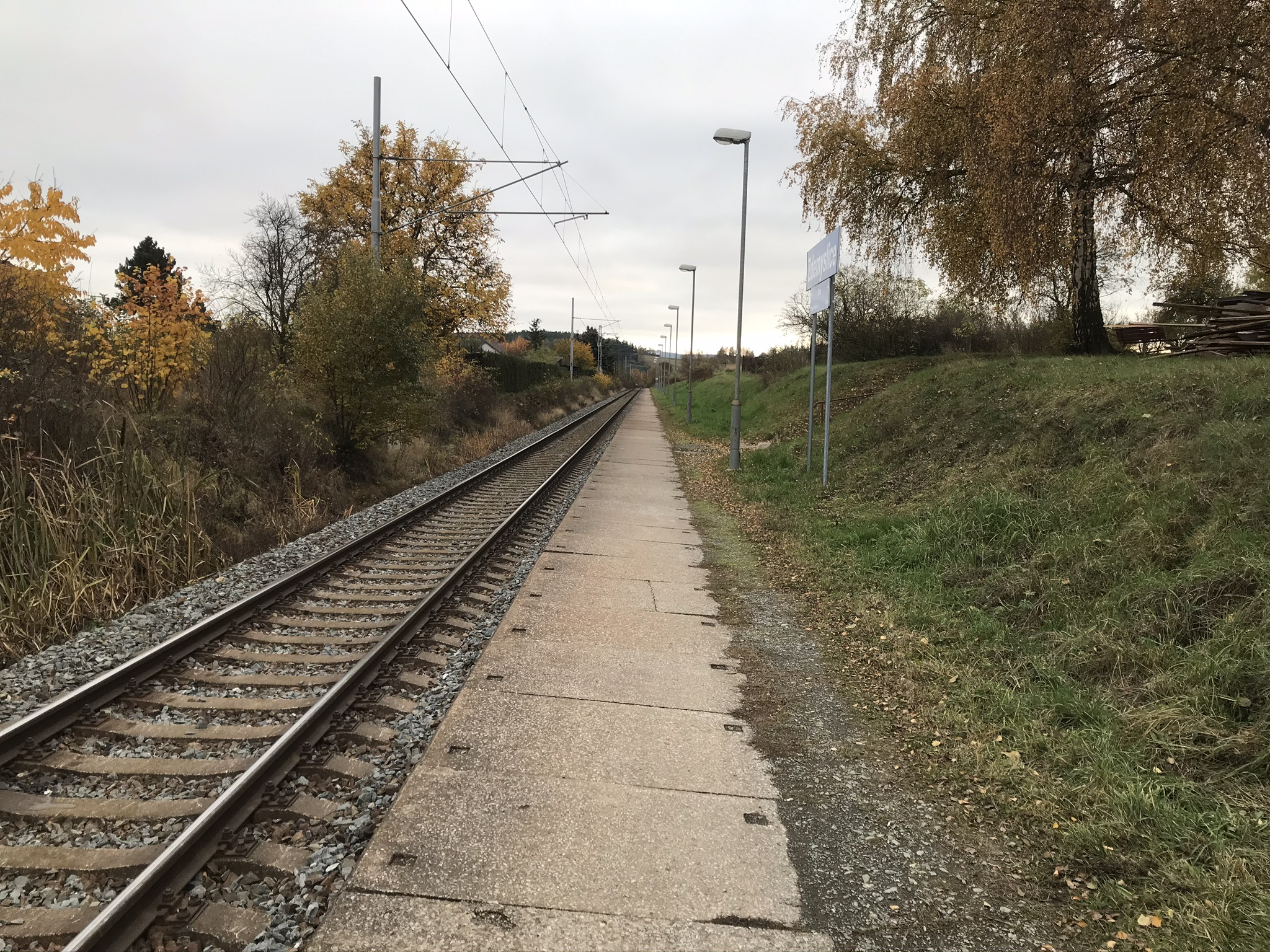
Nástupiště železniční zastávky

Zastávka je skládá z 262 metrů dlouhého nástupiště, železničního přejezdu a zděné čekárny, od roku 2019 také nové betonové čekárny. Od stejného roku jsou pak Zdemyslice pro pravidelné osobní vlaky zastávkou na znamení.
Nedaleko nynější zastávky došlo 5. srpna 1890 k železniční nehodě osobního vlaku, která měla za následek úmrtí pěti osob. K otevření zastávky došlo 1. května 1904; stavba byla provedena prakticky pouze nákladem obce (do té doby totiž museli občané Zdemyslic a přilehlých vsí na vlak do Blovic). 1. dubna 1962 byl na trati procházející zastávkou slavnostně zahájen elektrický provoz.

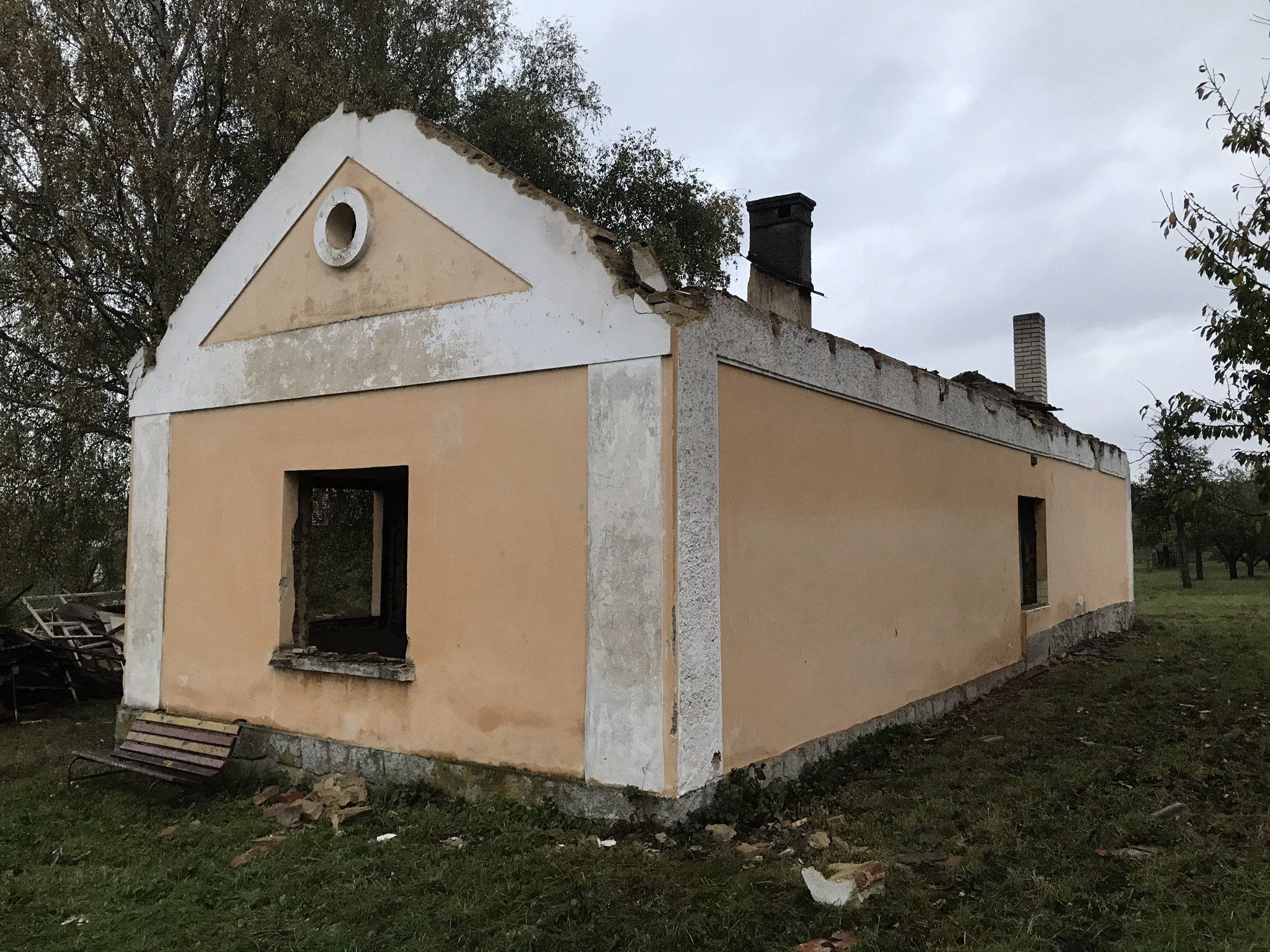
Bourání budovy železniční zastávky (2020)

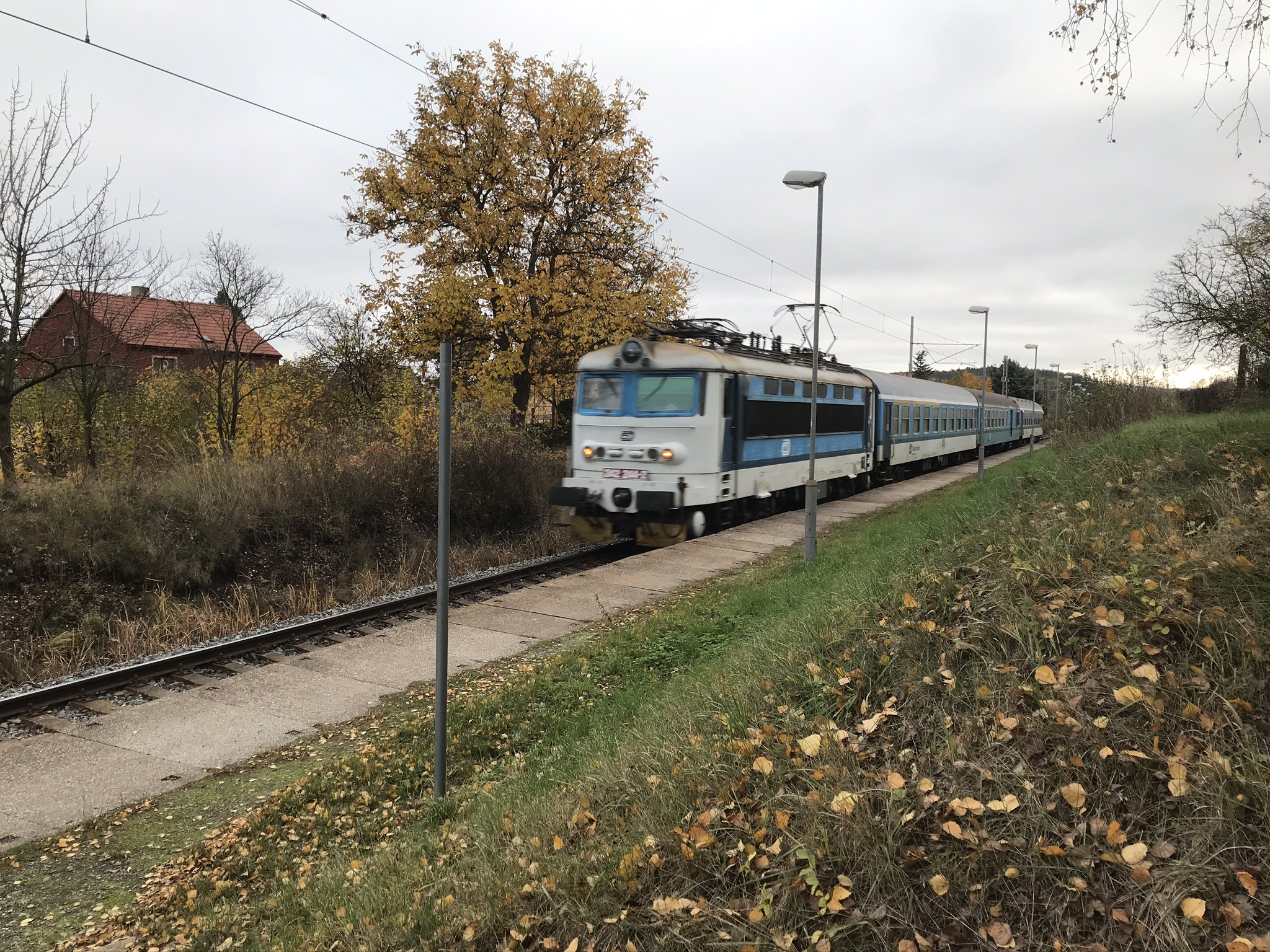
Rychlík Českých drah projíždějící železniční zastávkou Zdemyslice